# Multiple independently targetable reentry vehicle

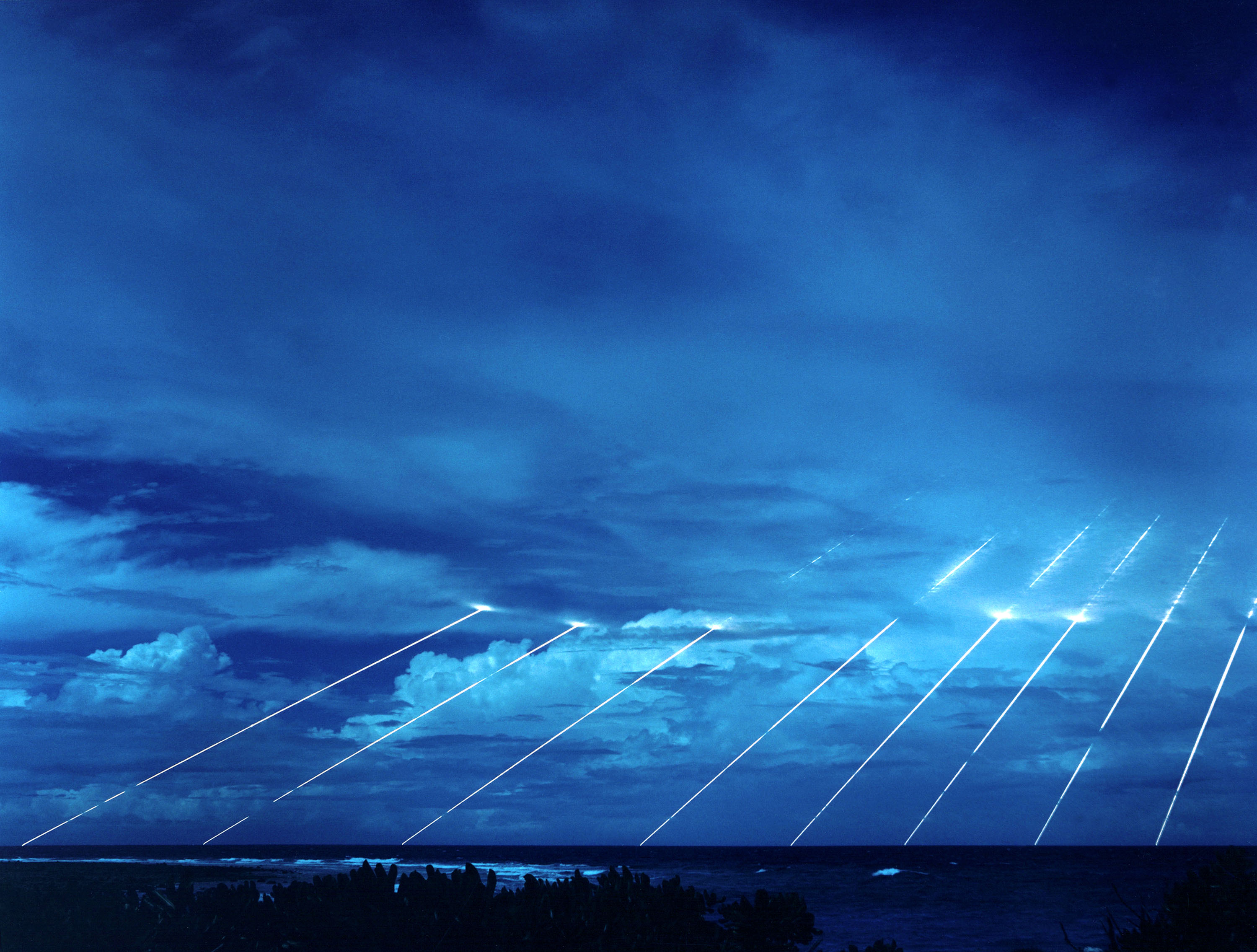
Wejście w atmosferę ośmiu niezależnie wcelowywanych głowic przenoszonych przez pocisk Peacekeeper. Każda głowica może mieć siłę wybuchu 375 kiloton.

Multiple independently targetable reentry vehicle (MIRV) – ładunek pocisku balistycznego zawierający kilka głowic bojowych, najczęściej z ładunkiem termonuklearnym, z których każda może zostać skierowana w inny cel. MIRV jest stosowany w pociskach międzykontynentalnych klasy ICBM (w silosach na lądzie) lub SLBM (na balistycznych okrętach podwodnych).
Każda z przenoszonych przez pocisk balistyczny głowic wystrzeliwana jest przez post-booster na odrębną trajektorię, ku różnym celom. Klasyczne głowice MIRV nie mają możliwości samodzielnego wykonywania manewrów – dokładne wycelowanie ich na odrębne cele dokonywane jest przez pojazd fazy postartowej (post-booster). Post-booster często określany jest jako połowa stopnia napędowego – ostatni człon pocisku. W rzeczywistości nie jest stopniem napędowym, gdyż nie posiada własnego napędu jak poprzednie stopnie, umieszczone zaś w nim małe silniki rakietowe służą jedynie dla celów manewrowych. Ta część pocisku balistycznego, wykonuje w przestrzeni odpowiednie manewry – dla każdej głowicy z osobna – po czym uwalnia je (w praktyce wystrzeliwuje za pomocą niewielkich ładunków gazowych) na właściwą dla każdej z nich trajektorię. Z uwagi na precyzję niezbędną do właściwego wycelowania głowic w poszczególne cele, pojazd post-startowy jest jednym z najbardziej zaawansowanych technologicznie elementów pocisku balistycznego, i tylko nieliczne z krajów dysponujących technologiami balistycznymi dysponują także technologią pojazdów post-startowych.
Głowice MIRV mogą być stosowane w pociskach balistycznych także pojedynczo.